# Caso Wallace v. Jaffree
Wallace v. Jaffree (1985), foi um caso da Suprema Corte dos Estados Unidos que decidiu sobre a questão da oração silenciosa em escolas.